# Педро Сантана
Педро Сантана Фаміліас (ісп. Pedro Santana Familias; 29 червня 1801 — 14 червня 1864) — державний діяч Домініканської Республіки, тричі президент країни, а також перший генерал-губернатор Санто-Домінго під час іспанської окупації.

## Життєпис

### Ранні роки
Народився в родині плантатора у прикордонній зоні (Енш, нині — Гаїті). Близько 1805 року родина переїхала спочатку до Сібао, потім до Ель-Сейбо на сході країни.
За пропозицією свого брата, полковника Рамона Сантани, познайомився з Хуаном Пабло Дуарте та приєднався до руху за незалежність Домініканської Республіки. Швидко став однією з найвпливовіших постатей руху. 16 січня 1844 року був серед тих, хто підписав Маніфест незалежності. 27 лютого Сантана вирушив до Санто-Домінго, де отримав підтримку французького консула. Того ж дня було проголошено незалежність Домініканської Республіки від Гаїті. 7 березня президент Центральної хунти Томас Бобаділья-і-Бріонес призначив Сантану головнокомандувачем сил на південному кордоні. Наприкінці травня між Бобадільєю та Хуаном Пабло Дуарте розв'язалась боротьба, в результаті якої першого було усунуто від посади, а Сантану відправлено у відставку. Однак він зі своїми військами перемістився до Санто-Домінго, де 16 липня сам проголосив себе президентом Центральної хунти і главою Республіки. У серпні 1844 року він вислав з країни творців її незалежності на чолі з Дуарте й залишився найвагомішою політичною фігурою. 13 листопада 1844 року Педро Сантану було проголошено першим конституційним президентом Домініканської Республіки.

### Перший президентський термін
Доволі швидко Сантана виявив диктаторські риси. Він наполягав на тому, щоб до конституції було внесено статтю, що надавала б у воєнний час президенту країни право видавати будь-які укази та не мати за них жодної відповідальності. 27 лютого 1845 року, у першу річницю незалежності, віддав наказ про розстріл Андреса Санчеса та Марії Тринідад Санчес, брата й тітки колишнього голови уряду Франсіско Санчеса, а також Хосе дель Кармен Фігейроа за звинуваченням у змові проти уряду. Марія Тринідад Санчес була автором національного прапора та вважається героїнею визвольного руху.
Практично весь його перший термін на гаїтянському кордоні, а також на сході країни тривали воєнні дії.
Передбачалось, що Сантана був обраний на два чотирирічних терміни, тож він мав правити до 1852 року. Однак політична й економічна криза підірвали авторитет його уряду, 4 серпня 1848 року він вийшов у відставку, зазначивши як причину проблеми зі здоров'ям. За чотири дні його замінив Мануель Хіменес, але Конгрес зажадав його відставки. 28 травня 1849 року Сантана здійснив державний переворот, усунувши Хіменеса від влади, та зайнявши посаду Верховного керівника Республіки. Його завданням була організація виборів, на яких перемогу виборов Буенавентура Баес. 23 вересня 1849 року Сантана вийшов у відставку, передавши владу Баесу.

### Другий президентський термін
За результатами виборів 1853 року Сантана знову був обраний президентом. Його правління мало відрізнялось від попереднього й відзначилось деспотизмом і свавіллям. З іншого боку, він провів політичну амністію, що дозволила багатьом опозиційним діячам повернутись до країни. Амністія не торкалась Хуана Пабло Дуарте, який проживав у вигнанні у Венесуелі.
Сантана продовжив перемовини зі США, розпочаті його попередником Баесом, щодо встановлення протекторату США над Домініканською Республікою. Іспанія, яка до того моменту не виявляла до Домініканської Республіки жодної цікавості, зацікавилась впливом на країну. 1856 року іспанський консул у Санто-Домінго, Антоніо Марія Сеговія, якому було доручено спостерігати за розвитком відносин між США та Домініканською Республікою, запропонував іспанське громадянство всім громадянам Домініканської Республіки, які того забажають. Фактично це означало підтримку з боку Іспанії домініканської опозиції.
Дипломатична криза та складне економічне становище призвели до відставки Сантани 26 травня 1856 року. Його замінив віце-президент Мануель де Релья Мота.
В 1857 році домініканські ліберали підняли в місті Сантьяго збройне повстання. Але сил для утримання влади в повстанців не вистачало і зрештою вони запропонували стати на чолі їхнього руху Сантані.

### Третій термін на посту глави держави
28 липня 1858 стався черговий державний переворот, в результаті якого Сантана усунув від влади президента Хосе Десідеріо Вальверде, який перебував при владі лише півтора місяця, а сам став президентом. Країна на той час перебувала у стані надважкої економічної кризи, спричиненої політичними подіями. Експорт оздоблювальної деревини, основного торгового продукту, було сильно скорочено, й прибутки від нього зменшились. Центральний уряд практично не мав власних ресурсів. Сантана намагався нормалізувати ситуацію, провівши у січні 1859 року президентські вибори, які він же і виграв.
У той період Домініканська Республіка остерігалась вторгнення гаїтянських військ під проводом імператора Фостена I. 15 січня 1859 року останній був усунутий від влади та втік з країни. Новий президент Фабр Жефрар виступив за добросусідські відносини між двома країнами. Однак економічний стан Домініканської Республіки тільки погіршувався, оскільки Сантана, продовжуючи монетарну політику своїх попередників, збільшував грошову масу. Обґрунтуванням такої політики була необхідність опору гіпотетичній агресії Гаїті.
Зрозумівши, що економічна ситуація виходить з-під контролю, Сантана розпочав перемовини про визнання над Домініканською республікою влади Сполучених Штатів. Першим етапом анексії мала бути угода про перетворення на американську базу півострова Самана з однойменною затокою. Втім, вже невдовзі з'ясувалося, що США більше зацікавлені придбати Кубу, яка тоді ще залишалася під іспанською владою. Вочевидь саме під час цих перемовин в Мадриді дізналися про плани домініканського лідера. І вирішили його перекупити.
Перемовини були стрімкими. В листі королеві Ізабеллі II Сантана попросив про іспанський протекторат або навіть про анексію Домініканської Республіки Іспанією. Сантані та його уряду протекторат чи анексія були вигідними, оскільки передбачали збереження привілеїв та соціального статусу, та мали захистити уряд від населення. Іспанія, однак, боялась, що анексію населення не сприйме. Сантана доклав серйозних зусиль для того, щоб забезпечити належну політичну підтримку, призначивши відповідальних за роботу у провінціях та виславши противників анексії з країни. В лютому 1861 року президент ошелешив співвітчизників зверненням, в якому оголосив про повернення «загубленої дитини» до обійм «матері-Іспанії». 18 березня 1861 року анексія Домініканської Республіки Іспанією була проголошена офіційно.
Педро Сантана був призначений генерал-губернатором Санто-Домінго, втім 20 липня 1862 вийшов у відставку, повідомивши про проблеми зі здоров'ям. 28 березня 1862 року він отримав від іспанської королеви титул маркіза Каррерас.
Помер у Санто-Домінго 14 червня 1864 року.